# لوکا سیسانو
لوکا سیسانو (انگلیسی: Lucca Sesano؛ زادهٔ ۲۹ سپتامبر ۲۰۰۲) بازیکن فوتبال است.